# Aulacodes neptopis
Aulacodes neptopis là một loài bướm đêm trong họ Crambidae.